# 木村理恵 (サッカー選手)
木村 理恵（きむら りえ、1971年7月30日 - ）は、京都府出身の元女子サッカー選手。元サッカー日本女子代表。現役時代のポジションはディフェンダー。

## 来歴
大阪体育大学を卒業後、1994年に松下電器LSCバンビーナ（後のスペランツァFC高槻）に入団。2003年までプレーした。
サッカー日本女子代表では、1996年5月のUS女子カップで日本代表に選出された。大会の2試合目、5月16日のアメリカ合衆国代表との試合でデビュー、3試合目のカナダ代表との試合にも出場した。その後、1999年11月の1999 AFC女子選手権で3年ぶりに代表でプレー。大会では全6試合に出場した。その後も代表でプレーし続け、2001 AFC女子選手権にも出場、準優勝だった。代表でのプレーはこの大会が最後となった。2001年まで通算で21試合に出場した。

## 代表歴
- 1996年5月16日 - 日本女子代表初出場 -  アメリカ合衆国戦 (US女子カップ、アメリカ合衆国・ホットボロー})

### 出場大会など
- 1999 AFC女子選手権（4位）
- 2001 AFC女子選手権（準優勝）

### 試合数
| 日本代表 | 国際Aマッチ | 国際Aマッチ |
| 年       | 出場        | 得点        |
| -------- | ----------- | ----------- |
| 1996     | 2           | 0           |
| 1999     | 6           | 0           |
| 2000     | 6           | 0           |
| 2001     | 7           | 0           |
| 通算     | 21          | 0           |

- 出典: なでしこジャパン（日本女子代表）試合別出場記録[2]

### 出場
| #  | 開催日         | 開催地           | 会場 | 相手                   | 結果        | 監督     | 大会                   |
| -- | -------------- | ---------------- | ---- | ---------------------- | ----------- | -------- | ---------------------- |
| 1  | 1996年05月16日 | ホットボロー     |      | アメリカ合衆国         | ●0-4        | 鈴木保   | US女子カップ           |
| 2  | 1996年05月18日 | ワシントン       |      | カナダ                 | △0-0(PK4-3) | 鈴木保   | US女子カップ           |
| 3  | 1999年11月08日 | イロイロ         |      | タイ                   | ○9-0        | 鈴木保   | アジア選手権           |
| 4  | 1999年11月10日 | イロイロ         |      | ウズベキスタン         | ○5-1        | 鈴木保   | アジア選手権           |
| 5  | 1999年11月12日 | バロタク         |      | ネパール               | ○14-0       | 鈴木保   | アジア選手権           |
| 6  | 1999年11月14日 | イロイロ         |      | フィリピン             | ○6-0        | 鈴木保   | アジア選手権           |
| 7  | 1999年11月19日 | バコロド         |      | チャイニーズタイペイ   | ●0-2        | 鈴木保   | アジア選手権           |
| 8  | 1999年11月21日 | バコロド         |      | 朝鮮民主主義人民共和国 | ●2-3        | 鈴木保   | アジア選手権           |
| 9  | 2000年05月31日 | キャンベラ       |      | オーストラリア         | ●0-1        | 池田司信 | パンパシフィックカップ |
| 10 | 2000年06月02日 | シドニー         |      | ニュージーランド       | ○2-1(延長)  | 池田司信 | パンパシフィックカップ |
| 11 | 2000年06月04日 | キャンベラ       |      | 中国                   | ●0-2        | 池田司信 | パンパシフィックカップ |
| 12 | 2000年06月08日 | ニューキャッスル |      | アメリカ合衆国         | ●1-4        | 池田司信 | パンパシフィックカップ |
| 13 | 2000年06月10日 | ニューキャッスル |      | カナダ                 | ●1-5        | 池田司信 | パンパシフィックカップ |
| 14 | 2000年12月17日 | フェニックス     |      | アメリカ合衆国         | △1-1        | 池田司信 | 日米フレンドリーマッチ |
| 15 | 2001年03月16日 | 台北             |      | チャイニーズタイペイ   | ○2-0        | 池田司信 | 国際親善試合           |
| 16 | 2001年08月03日 | 蔚山             |      | 韓国                   | △1-1        | 池田司信 | 極東4ヶ国対抗戦        |
| 17 | 2001年08月05日 | 江陵             |      | 中国                   | △2-2        | 池田司信 | 極東4ヶ国対抗戦        |
| 18 | 2001年12月08日 | 台北             |      | グアム                 | ○11-0       | 池田司信 | アジア選手権           |
| 19 | 2001年12月10日 | 台北             |      | 朝鮮民主主義人民共和国 | ●0-1        | 池田司信 | アジア選手権           |
| 20 | 2001年12月14日 | 台北             |      | 韓国                   | ○2-1        | 池田司信 | アジア選手権           |
| 21 | 2001年12月16日 | 台北             |      | 朝鮮民主主義人民共和国 | ●0-2        | 池田司信 | アジア選手権           |